# Marcus Tulio Tanaka
Marcus Túlio Lyuji Murzani Tanaka (田中 マルクス 闘莉王?, Tanaka Marukusu Tūriō; San Paolo, 24 aprile 1981) è un ex calciatore brasiliano naturalizzato giapponese, di ruolo difensore.

## Caratteristiche tecniche
Giocatore che abbina una grande fisicità, che gli permette di avere nel colpo di testa una delle sue caratteristiche migliori, ad un'ottima tecnica. È uno dei centrali difensivi giapponesi più proficuo anche in termini di goal segnati in assoluto.

## Carriera
Figlio di padre nippo-brasiliano e di madre italo-brasiliana, dopo essersi trasferito in Giappone all'età di 15 anni per concludere gli studi superiori, si laurea nella scuola Shibuya Makuhari a Chiba, dove si unì al club Urawa Red Diamonds nel 2001.
Quando la squadra Urawa Red Diamonds è retrocessa in J. League 2, fu dato in prestito alla Mito Hollyhock. Il 10 ottobre 2003, dopo aver ottenuto la cittadinanza giapponese, svolge le sue prime partite in Nazionale (Giappone) presso i Giochi olimpici 2004 di Atene.
Dopo una splendida stagione nel 2006 con gli Urawa Red Diamonds e con la Nazionale giapponese, riceve il titolo più prestigioso per un calciatore in Giappone, il J-League Player Of The Year.
Segna il suo secondo gol con la maglia della Nazionale il 22 agosto 2007 contro il Camerun in una partita amichevole.
Il 17 luglio 2008 segnò tre gol con la maglia dell'Urawa Red Diamonds in campionato contro la squadra Tokyo Verdy.
Il 26 gennaio 2010, scaduto il suo contratto con gli Urawa, si trasferisce ai Nagoya Grampus.
L'8 aprile 2017, con la maglia del Kyoto Sanga in J2 League, in una partita di campionato contro l'Ehime FC realizza una tripletta, sebbene sia un difensore centrale.

## Statistiche

### Cronologia presenze e reti in nazionale
| Cronologia completa delle presenze e delle reti in nazionale ― Giappone | Cronologia completa delle presenze e delle reti in nazionale ― Giappone | Cronologia completa delle presenze e delle reti in nazionale ― Giappone | Cronologia completa delle presenze e delle reti in nazionale ― Giappone | Cronologia completa delle presenze e delle reti in nazionale ― Giappone | Cronologia completa delle presenze e delle reti in nazionale ― Giappone | Cronologia completa delle presenze e delle reti in nazionale ― Giappone | Cronologia completa delle presenze e delle reti in nazionale ― Giappone |
| Data                                                                    | Città                                                                   | In casa                                                                 | Risultato                                                               | Ospiti                                                                  | Competizione                                                            | Reti                                                                    | Note                                                                    |
| ----------------------------------------------------------------------- | ----------------------------------------------------------------------- | ----------------------------------------------------------------------- | ----------------------------------------------------------------------- | ----------------------------------------------------------------------- | ----------------------------------------------------------------------- | ----------------------------------------------------------------------- | ----------------------------------------------------------------------- |
| 9-8-2006                                                                | Tokyo                                                                   | Giappone                                                                | 2 – 0                                                                   | Trinidad e Tobago                                                       | Amichevole                                                              | -                                                                       |                                                                         |
| 16-8-2006                                                               | Niigata                                                                 | Giappone                                                                | 2 – 0                                                                   | Yemen                                                                   | Qual. Coppa d'Asia 2007                                                 | -                                                                       |                                                                         |
| 3-9-2006                                                                | Jeddah                                                                  | Arabia Saudita                                                          | 1 – 0                                                                   | Giappone                                                                | Qual. Coppa d'Asia 2007                                                 | -                                                                       |                                                                         |
| 6-9-2006                                                                | Sana'a                                                                  | Yemen                                                                   | 0 – 1                                                                   | Giappone                                                                | Qual. Coppa d'Asia 2007                                                 | -                                                                       |                                                                         |
| 15-11-2006                                                              | Sapporo                                                                 | Giappone                                                                | 3 – 1                                                                   | Arabia Saudita                                                          | Qual. Coppa d'Asia 2007                                                 | 1                                                                       |                                                                         |
| 24-3-2007                                                               | Yokohama                                                                | Giappone                                                                | 2 – 0                                                                   | Perù                                                                    | Amichevole                                                              | -                                                                       |                                                                         |
| 22-8-2007                                                               | Ōita                                                                    | Giappone                                                                | 2 – 0                                                                   | Camerun                                                                 | Amichevole                                                              | 1                                                                       | 90+1’                                                                   |
| 7-9-2007                                                                | Klagenfurt                                                              | Austria                                                                 | 0 – 0 dts (4 – 3 dtr)                                                   | Giappone                                                                | Amichevole                                                              | -                                                                       |                                                                         |
| 11-9-2007                                                               | Klagenfurt                                                              | Giappone                                                                | 4 – 3                                                                   | Svizzera                                                                | Amichevole                                                              | -                                                                       |                                                                         |
| 24-5-2008                                                               | Toyota                                                                  | Giappone                                                                | 1 – 0                                                                   | Costa d'Avorio                                                          | Amichevole                                                              | -                                                                       |                                                                         |
| 27-5-2008                                                               | Saitama                                                                 | Giappone                                                                | 0 – 0                                                                   | Paraguay                                                                | Amichevole                                                              | -                                                                       |                                                                         |
| 2-6-2008                                                                | Yokohama                                                                | Giappone                                                                | 3 – 0                                                                   | Oman                                                                    | Qual. Mondiali 2010                                                     | -                                                                       |                                                                         |
| 7-6-2008                                                                | Mascate                                                                 | Oman                                                                    | 1 – 1                                                                   | Giappone                                                                | Qual. Mondiali 2010                                                     | -                                                                       |                                                                         |
| 14-6-2008                                                               | Bangkok                                                                 | Thailandia                                                              | 0 – 3                                                                   | Giappone                                                                | Qual. Mondiali 2010                                                     | 1                                                                       |                                                                         |
| 22-6-2008                                                               | Saitama                                                                 | Giappone                                                                | 1 – 0                                                                   | Bahrein                                                                 | Qual. Mondiali 2010                                                     | -                                                                       |                                                                         |
| 6-9-2008                                                                | Manama                                                                  | Bahrein                                                                 | 2 – 3                                                                   | Giappone                                                                | Qual. Mondiali 2010                                                     | -                                                                       |                                                                         |
| 15-10-2008                                                              | Saitama                                                                 | Giappone                                                                | 1 – 1                                                                   | Uzbekistan                                                              | Qual. Mondiali 2010                                                     | -                                                                       |                                                                         |
| 13-11-2008                                                              | Kobe                                                                    | Giappone                                                                | 3 – 1                                                                   | Siria                                                                   | Amichevole                                                              | -                                                                       | 56’                                                                     |
| 19-11-2008                                                              | Doha                                                                    | Qatar                                                                   | 0 – 3                                                                   | Giappone                                                                | Qual. Mondiali 2010                                                     | 1                                                                       |                                                                         |
| 4-2-2009                                                                | Tokyo                                                                   | Giappone                                                                | 5 – 1                                                                   | Finlandia                                                               | Amichevole                                                              | -                                                                       | 55’                                                                     |
| 11-2-2009                                                               | Yokohama                                                                | Giappone                                                                | 0 – 0                                                                   | Australia                                                               | Qual. Mondiali 2010                                                     | -                                                                       |                                                                         |
| 28-3-2009                                                               | Saitama                                                                 | Giappone                                                                | 1 – 0                                                                   | Bahrein                                                                 | Qual. Mondiali 2010                                                     | -                                                                       |                                                                         |
| 31-5-2009                                                               | Tokyo                                                                   | Giappone                                                                | 4 – 0                                                                   | Belgio                                                                  | Amichevole                                                              | -                                                                       | 74’                                                                     |
| 6-6-2009                                                                | Tashkent                                                                | Uzbekistan                                                              | 0 – 1                                                                   | Giappone                                                                | Qual. Mondiali 2010                                                     | -                                                                       |                                                                         |
| 10-6-2009                                                               | Yokohama                                                                | Giappone                                                                | 1 – 1                                                                   | Qatar                                                                   | Qual. Mondiali 2010                                                     | -                                                                       |                                                                         |
| 17-6-2009                                                               | Melbourne                                                               | Australia                                                               | 2 – 1                                                                   | Giappone                                                                | Qual. Mondiali 2010                                                     | 1                                                                       |                                                                         |
| 5-9-2009                                                                | Enschede                                                                | Paesi Bassi                                                             | 3 – 0                                                                   | Giappone                                                                | Amichevole                                                              | -                                                                       |                                                                         |
| 9-9-2009                                                                | Utrecht                                                                 | Giappone                                                                | 4 – 3                                                                   | Ghana                                                                   | Amichevole                                                              | -                                                                       |                                                                         |
| 8-10-2009                                                               | Shizuoka                                                                | Giappone                                                                | 6 – 0                                                                   | Hong Kong                                                               | Qual. Coppa d'Asia 2011                                                 | 1                                                                       | 72’                                                                     |
| 14-10-2009                                                              | Rifu                                                                    | Giappone                                                                | 5 – 0                                                                   | Togo                                                                    | Amichevole                                                              | -                                                                       |                                                                         |
| 14-11-2009                                                              | Port Elizabeth                                                          | Sudafrica                                                               | 0 – 0                                                                   | Giappone                                                                | Amichevole                                                              | -                                                                       |                                                                         |
| 18-11-2009                                                              | Hong Kong                                                               | Hong Kong                                                               | 0 – 4                                                                   | Giappone                                                                | Qual. Coppa d'Asia 2011                                                 | -                                                                       | 79’                                                                     |
| 2-2-2010                                                                | Oita                                                                    | Giappone                                                                | 0 – 0                                                                   | Venezuela                                                               | Amichevole                                                              | -                                                                       | 51’                                                                     |
| 6-2-2010                                                                | Tokyo                                                                   | Giappone                                                                | 0 – 0                                                                   | Cina                                                                    | Coppa dell'Asia orientale 2010                                          | -                                                                       |                                                                         |
| 11-2-2010                                                               | Tokyo                                                                   | Giappone                                                                | 3 – 0                                                                   | Hong Kong                                                               | Coppa dell'Asia orientale 2010                                          | 1                                                                       |                                                                         |
| 14-2-2010                                                               | Tokyo                                                                   | Giappone                                                                | 1 – 3                                                                   | Corea del Sud                                                           | Coppa dell'Asia orientale 2010                                          | -                                                                       | 41’                                                                     |
| 3-3-2010                                                                | Toyota                                                                  | Giappone                                                                | 2 – 0                                                                   | Bahrein                                                                 | Qual. Coppa d'Asia 2011                                                 | -                                                                       |                                                                         |
| 30-5-2010                                                               | Graz                                                                    | Giappone                                                                | 1 – 2                                                                   | Inghilterra                                                             | Amichevole                                                              | 1                                                                       |                                                                         |
| 4-6-2010                                                                | Sion                                                                    | Giappone                                                                | 0 – 2                                                                   | Costa d'Avorio                                                          | Amichevole                                                              | -                                                                       | 16’                                                                     |
| 14-6-2010                                                               | Bloemfontein                                                            | Giappone                                                                | 1 – 0                                                                   | Camerun                                                                 | Mondiali 2010 - 1º turno                                                | -                                                                       |                                                                         |
| 19-6-2010                                                               | Durban                                                                  | Paesi Bassi                                                             | 1 – 0                                                                   | Giappone                                                                | Mondiali 2010 - 1º turno                                                | -                                                                       |                                                                         |
| 24-6-2010                                                               | Rustenburg                                                              | Danimarca                                                               | 1 – 3                                                                   | Giappone                                                                | Mondiali 2010 - 1º turno                                                | -                                                                       |                                                                         |
| 29-6-2010                                                               | Pretoria                                                                | Paraguay                                                                | 0 – 0 dts (5 – 3 dtr)                                                   | Giappone                                                                | Mondiali 2010 - Ottavi di finale                                        | -                                                                       |                                                                         |
| Totale                                                                  |                                                                         | Presenze                                                                | 43                                                                      |                                                                         | Reti                                                                    | 8                                                                       |                                                                         |

| Cronologia completa delle presenze e delle reti in nazionale ― Giappone Olimpica | Cronologia completa delle presenze e delle reti in nazionale ― Giappone Olimpica | Cronologia completa delle presenze e delle reti in nazionale ― Giappone Olimpica | Cronologia completa delle presenze e delle reti in nazionale ― Giappone Olimpica | Cronologia completa delle presenze e delle reti in nazionale ― Giappone Olimpica | Cronologia completa delle presenze e delle reti in nazionale ― Giappone Olimpica | Cronologia completa delle presenze e delle reti in nazionale ― Giappone Olimpica | Cronologia completa delle presenze e delle reti in nazionale ― Giappone Olimpica |
| Data                                                                             | Città                                                                            | In casa                                                                          | Risultato                                                                        | Ospiti                                                                           | Competizione                                                                     | Reti                                                                             | Note                                                                             |
| -------------------------------------------------------------------------------- | -------------------------------------------------------------------------------- | -------------------------------------------------------------------------------- | -------------------------------------------------------------------------------- | -------------------------------------------------------------------------------- | -------------------------------------------------------------------------------- | -------------------------------------------------------------------------------- | -------------------------------------------------------------------------------- |
| 12-8-2004                                                                        | Salonicco                                                                        | Paraguay                                                                         | 4 – 3                                                                            | Giappone                                                                         | Olimpiadi 2004 - 1º turno                                                        | -                                                                                |                                                                                  |
| 15-8-2004                                                                        | Volos                                                                            | Giappone                                                                         | 2 – 3                                                                            | Italia                                                                           | Olimpiadi 2004 - 1º turno                                                        | -                                                                                |                                                                                  |
| 18-8-2004                                                                        | Volos                                                                            | Giappone                                                                         | 1 – 0                                                                            | Ghana                                                                            | Olimpiadi 2004 - 1º turno                                                        | -                                                                                |                                                                                  |
| Totale                                                                           |                                                                                  | Presenze                                                                         | 3                                                                                |                                                                                  | Reti                                                                             | 0                                                                                |                                                                                  |

## Palmarès

### Club

#### Competizioni nazionali
- Coppa del Giappone: 2

Urawa Red Diamonds: 2005, 2006
- Campionato giapponese: 2

Urawa Red Diamonds: 2006
Nagoya: 2010
- Supercoppa giapponese: 1

Urawa Red Diamonds: 2007

#### Competizioni internazionali
- AFC Champions League: 1

Urawa Red Diamonds: 2007

### Individuale
- Miglior giocatore del campionato giapponese: 1

2006
- Miglior undici del campionato giapponese: 5

2004, 2005, 2006, 2007, 2008